# Excalibur Series IV

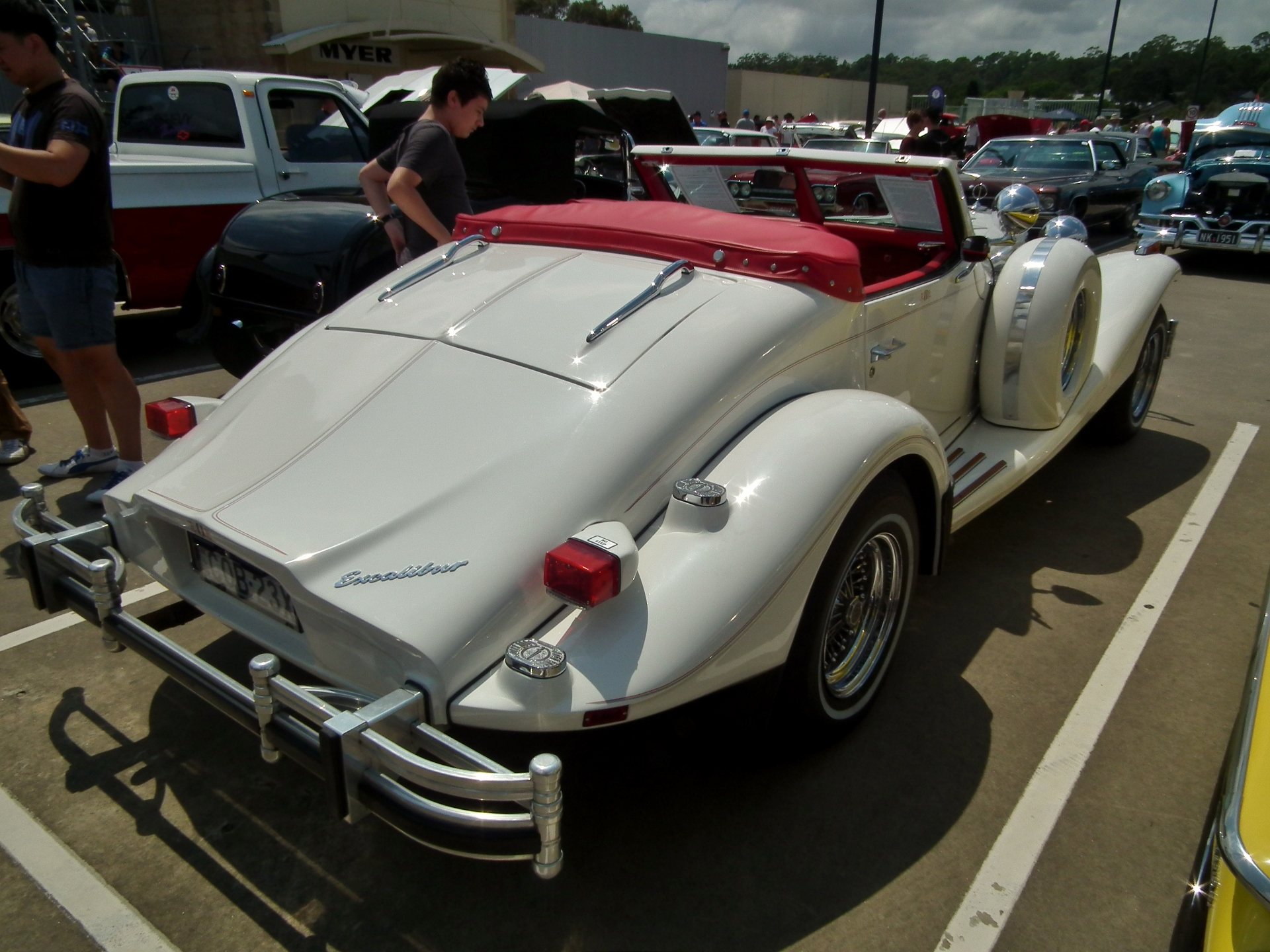
Heck des Roadster

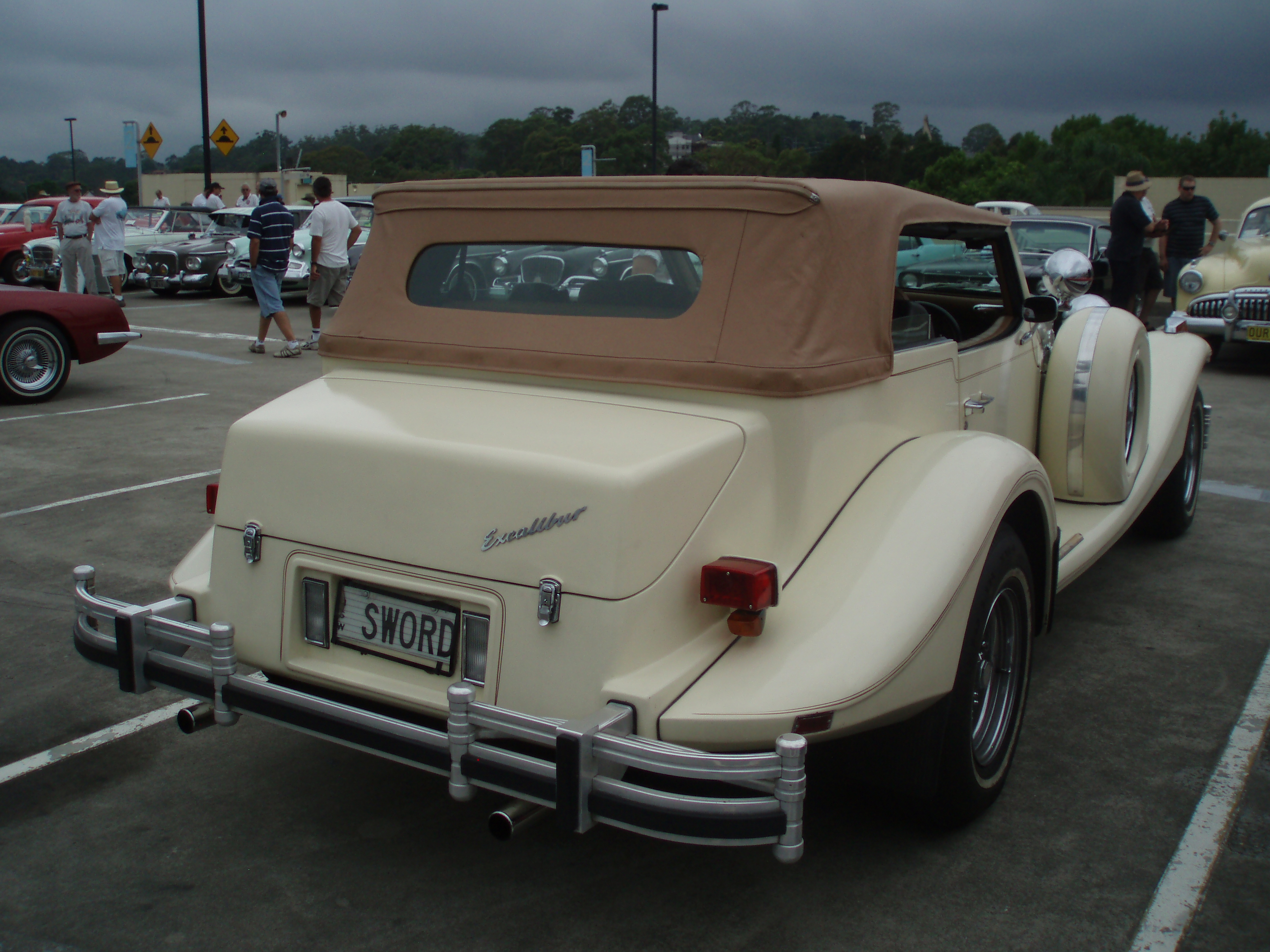
Heck des Phaeton

Der Excalibur Series IV ist ein Pkw der US-amerikanischen Excalibur Automobile Corporation.

## Beschreibung
Excalibur präsentierte 1980 sein viertes Modell als Nachfolger des Excalibur Series III. Die Wagen waren deutlich größer als ihre Vorgänger. So wuchs der Radstand um mehr als 30 cm auf 3170 mm. Das Design wurde eigenständiger; man sah deutlich, dass die Karosserien die klassischen Vorgaben nur noch zitierten. Das Fahrzeug ähnelte mehr dem Mercedes-Benz 500 K der 1930er Jahre. Im Angebot standen die Ausführungen als Roadster mit Notsitz und Phaeton, wobei der letztgenannte jetzt auch mit fest installiertem Hardtop lieferbar war. Als Antrieb diente ganz überwiegend der 5,0 Liter große Small-Block-Achtzylindermotor von Chevrolet, der 147 kW (200 PS) abgab. 
Die Fahrzeuge waren bei 3175 mm Radstand 5258 mm lang, 1905 mm breit und 1499 mm hoch.
1984 gab es insgesamt 50 Fahrzeuge der Jubiläumsausgabe Anniversary Jubilee.
Im Gegensatz zu den früheren Modellen war die Windschutzscheibe zweigeteilt. Beide Stoßstangen waren wesentlich größer als vorher. Die Rückleuchten waren rechteckig. Seitlich aus dem Motorraum ragten beidseits nur noch zwei Schläuche, während es bei den früheren Serien noch drei waren.
Als Nachfolger erschien 1985 der Excalibur Series V.

## Produktionszahlen
Zu den Produktionszahlen gibt es unterschiedliche Angaben.
| Jahrgang | Roadster | Phaeton | Roadster Anniversary Jubilee | Phaeton Anniversary Jubilee | Gesamt Quelle 1 | Gesamt Quelle 2 |
| -------- | -------- | ------- | ---------------------------- | --------------------------- | --------------- | --------------- |
| 1980     | 0        | 93      |                              |                             | 93              | -               |
| 1981     | 36       | 199     |                              |                             | 235             | 235             |
| 1982     | 60       | 152     |                              |                             | 212             | 212             |
| 1983     | 31       | 107     |                              |                             | 138             | ?               |
| 1984     | 32       | 235     | 12                           | 38                          | 257             | ?               |
| 1985     | -        | -       | -                            | -                           | -               | ?               |
| Summe    | 159      | 786     | 12                           | 38                          | 935             | ?               |